# TOURISM
『TOURISM』（ツーリズム）は、2019年7月よりユーロスペースを皮切りに全国公開された日本の映画。くじ引きで当たった旅行券で神奈川県大和市からシンガポールまでを旅する少女たちの様子を描くロードムービー。出演は遠藤新菜、SUMIREなど。

## キャスト
- 遠藤新菜 - ニーナ 役
- SUMIRE - スー 役
- 柳喬之 - ケンジ 役

## スタッフ
- 監督・脚本・プロデューサー・編集: 宮崎大祐
- 撮影: 渡邉寿岳
- 録音: 高田伸也
- 助監督: 田中羊一
- 音楽: ARE, Lil' 諭吉
- 製作: DEEP END PICTURES
- 配給: boid

## 上映された主な映画祭
- 第47回モントリオールヌーボーシネマ2016 パノラマ部門正式出品
- 第23回プチョン国際ファンタスティック映画祭 プチョン・チョイス コンペティション部門出品
- 第13回大阪アジアン映画祭 コンペティション部門正式出品
- 第33回高崎映画祭クロージング作品
- 第12回ニューヨーク・ジャパン・カッツ正式出品